# Malcocinado
Malcocinado és un municipi de la província de Badajoz a la comunitat autònoma d'Extremadura, a la comarca de Campiña Sur.

## Personatges
- Valentín González González "El Campesino" (1909-1983), militar de la guerra civil espanyola.